# John Herschel

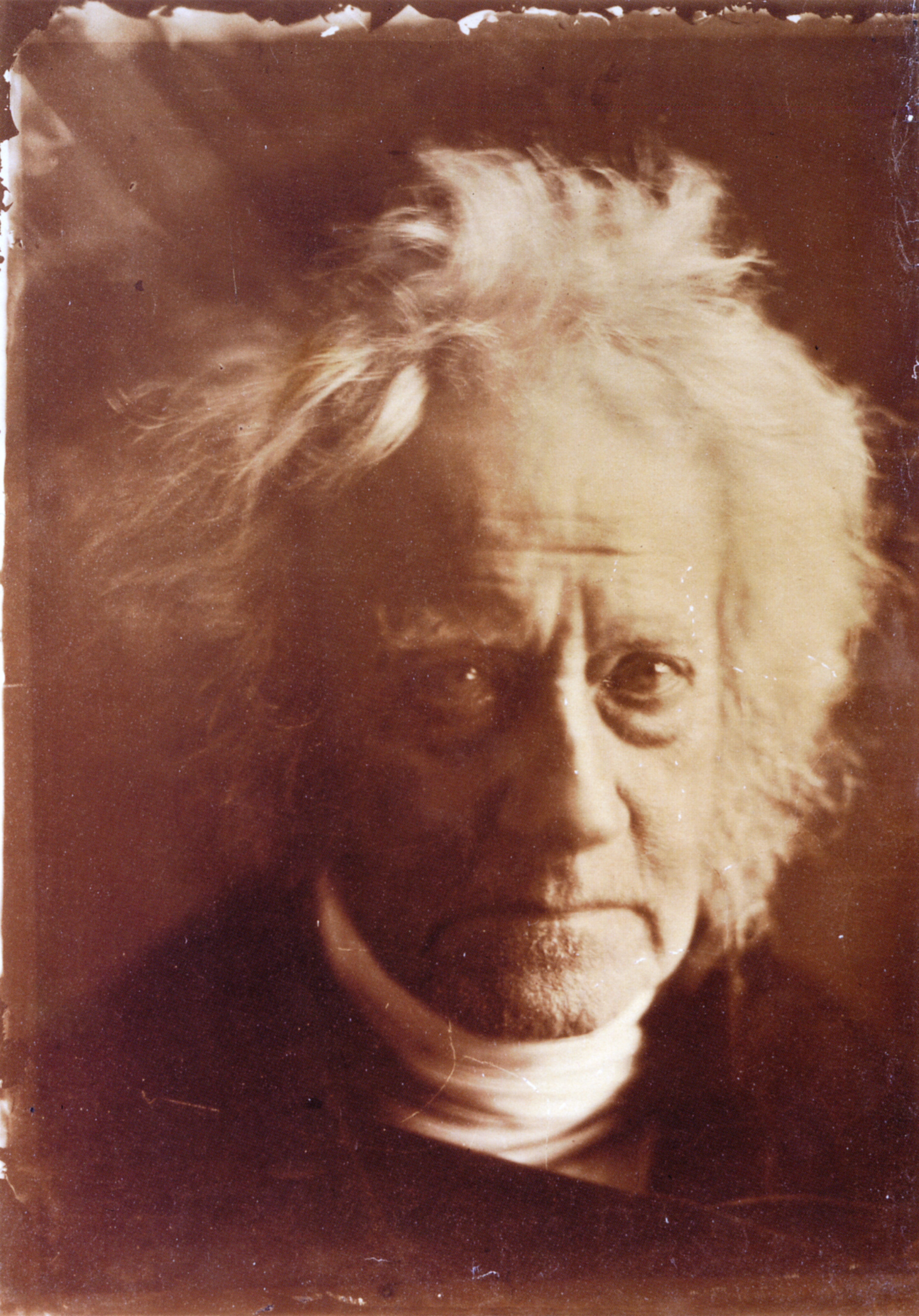
John Herschel

Sir John Frederick William Herschel (n. 7 martie 1792, Slough, Anglia, Regatul Marii Britanii – d. 11 mai 1871, Kent, Anglia, Regatul Unit al Marii Britanii și Irlandei) a fost matematician, astronom și chimist englez, fiul astronomului Sir William Herschel.

## Biografie
Se naște în Slough, oraș al comitatului englez Berkshire. În 1809 intră la Universitatea Cambridge. Încheie în 1813, ca șef de promoție ("Senior wrangler").

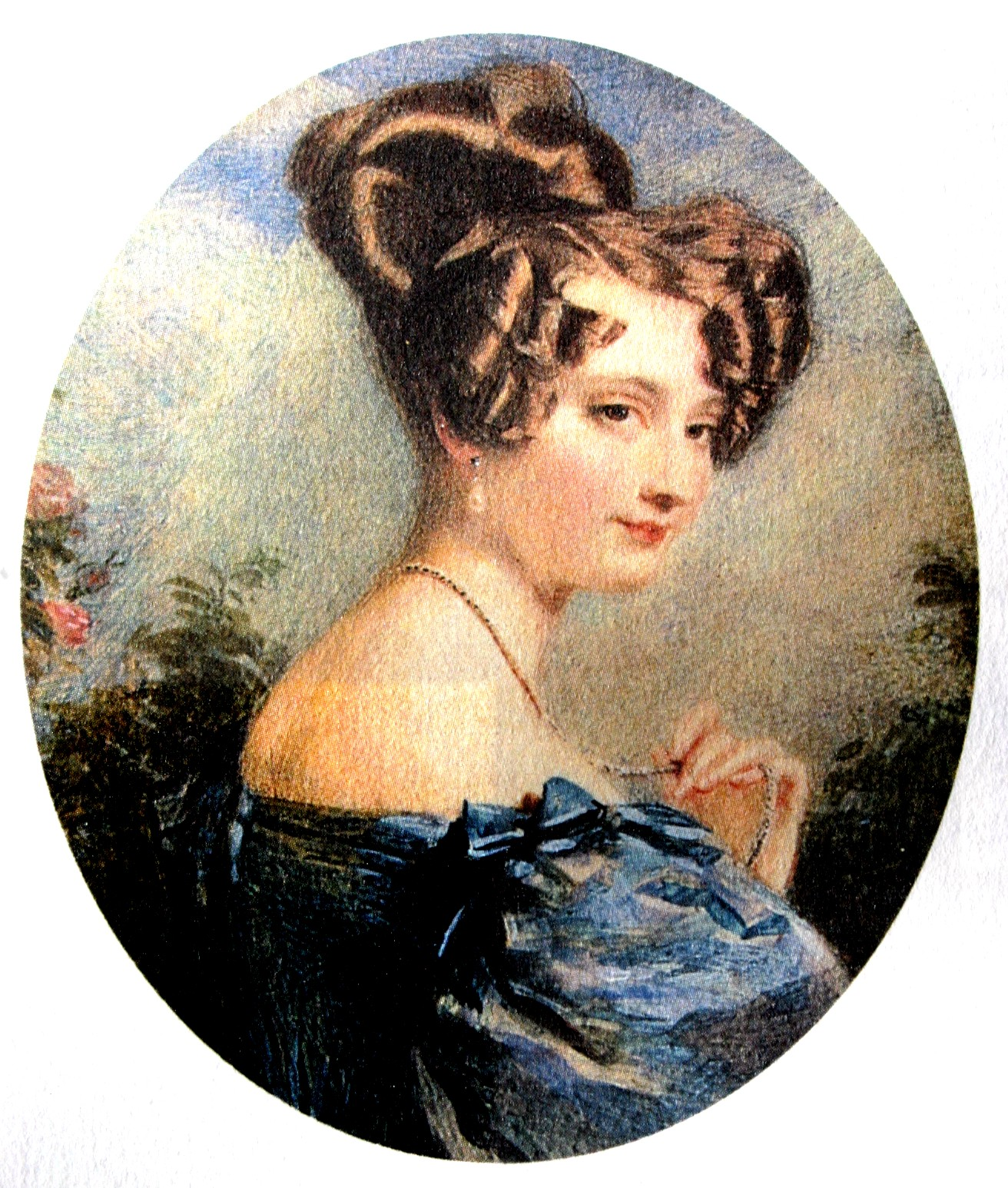
Margaret Brodie Stewart

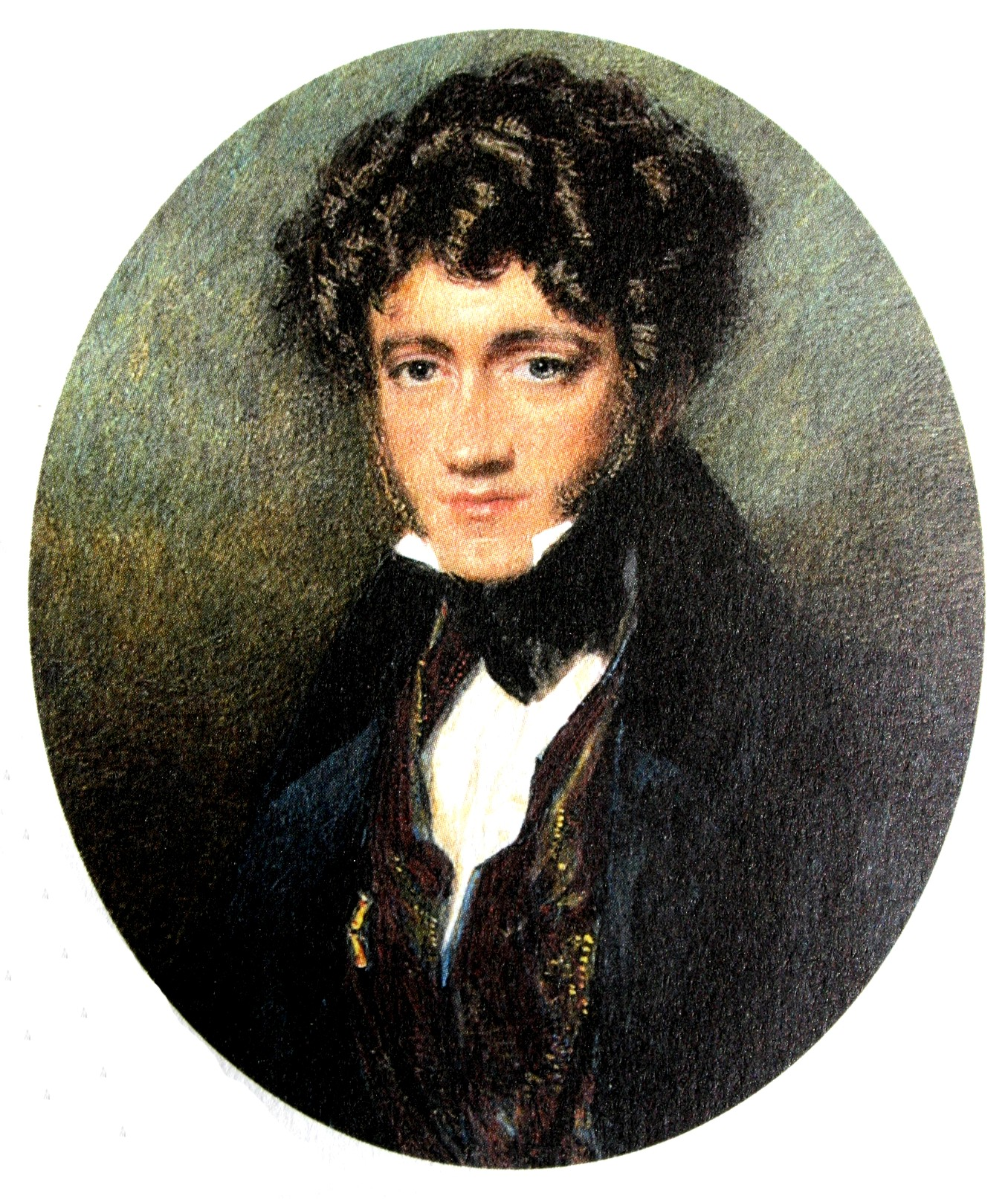
John Herschel

Este prieten cu matematicienii Charles Babbage și George Peacock.
În 1829 se căsătorește cu Margaret Brodie Stewart (1810 - 1864) și au împreună 12 copii.

## Contribuții științifice

### Astronomie
Continuând cariera tatălui, efectuează o cercetare metodică e cerului, inclusiv a emisferei sudice și aduce contribuții valoroase în domeniu. Descoperă mii de stele duble, roiuri stelare, nebuloase. Observă că Norii lui Magellan sunt alcătuiți din stele.
Face o călătorie în Africa, unde, timp de 5 ani, studiază multe corpuri cerești, printre care și nova Eta Carinae și întocmește un amplu catalog al acestora.
A avut preocupări și în domeniul instrumentelor optice: aberația sferică a lentilelor, îmbunătățirea telescopului.
Propune corectarea calendarului gregorian, considerând ca anii multipli ai lui 4000 să nu fie ani bisecți, modificând anul calendaristic de la 365,2425 zile la 365,24225 zile. Propunerea sa nu a fost acceptată, deoarece calendarul gregorian este bazat pe lungimea intervalului dintre două treceri succesive în punctul vernal
John Herschel este membru fondator al Societății Astronomice Regale (Royal Astronomical Society).

### Tehnica fotografică
Experimentează, cu un oarecare succes, reproducerea color. A fost primul care a realizat o fotografie pe o placă de sticlă și a introdus tehnica "negativului" .

### Alte domenii
Herschel a avut preocupări și în alte domenii ca: meteorologie, chimie, geografie fizică.
În 1825 a inventat actinometrul.

### Scrieri

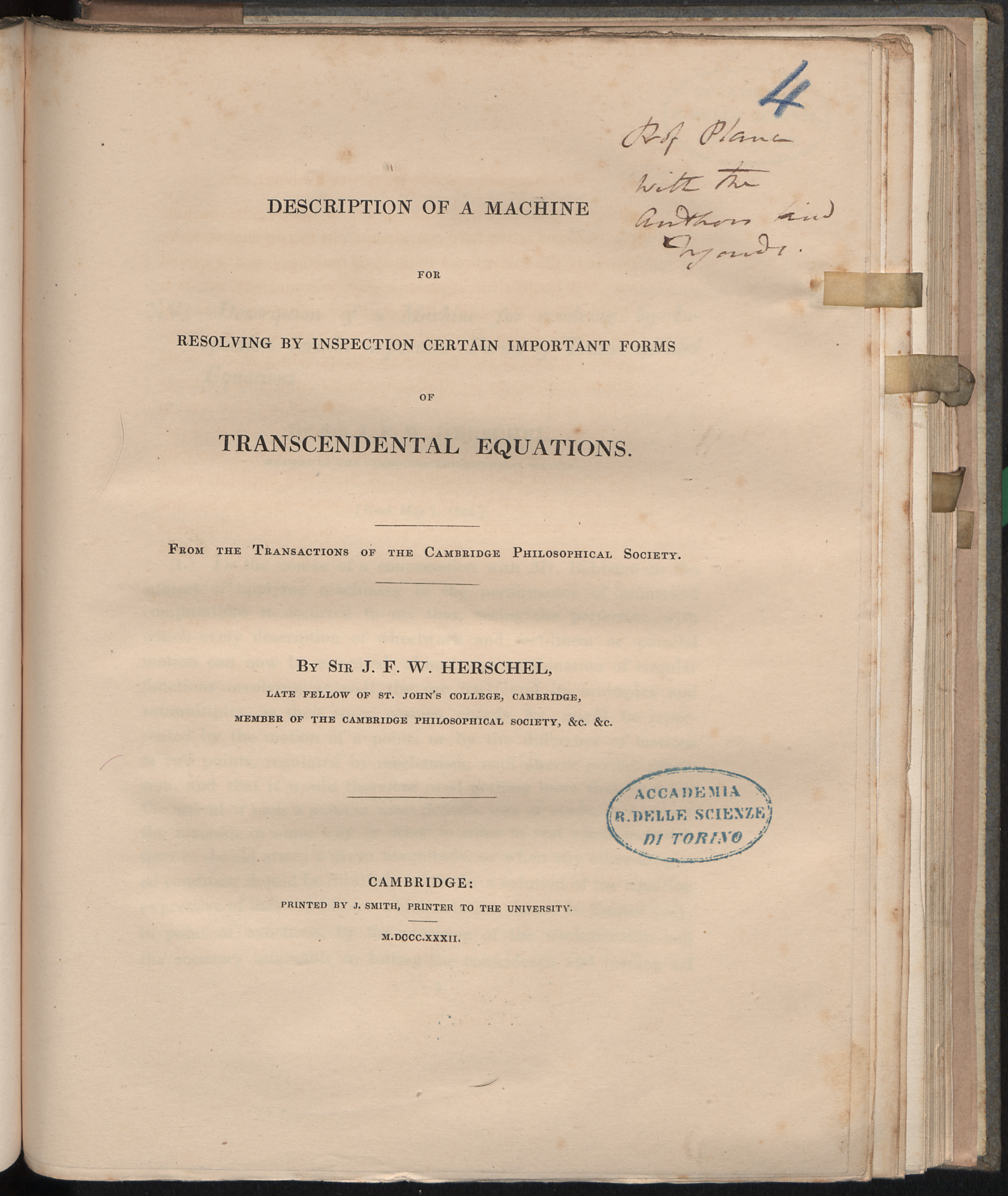
Description of a machine for resolving by inspection certain important forms, 1832

- 1821: On the Aberration of Compound Lenses and Object-Glasses
- 1849: Outlines of Astronomy
- 1849: Manual of Scientific Inquiry
- 1867: Familiar Lectures on Scientific Subjects

## Aprecieri și recompense
- 1813: Batchelor of Arts, din partea Universității Cambridge
- 1816: Master of Arts, aceeași universitate
- 1821: Medalia Copley[18], din partea Royal Society
- 1825: Lalande Medal, din partea Institutului Francez
- 1826: Medalia de Aur din partea Societății Astronomice Regale
- 1831: cavaler al Societății Regale Hanoverian Guelphic
- 1838: devine baron
- 1839: Doctor în Drept al * 1842: numit Lord Rector la Colegiul Marischal, Aberdeen
- 1845: ales președinte al British Association for the Advancement of Science
- 1850: numit Master of the Mint
- 1855: membru al Institutului Francez